# Persefone (grup de música)
Persefone és un grup andorrà de Death Metal / Metal progressiu creat l'any 2001. Actualment el grup està format per Carlos Lozano (guitarra), Miguel Espinosa (teclats), Toni Mestre (baix), Marc Martins (veu), Sergi Bobby Verdeguer (bateria) i Filipe Baldaia (guitarra).

## Trajectòria
El grup es va crear l'any 2001 a Andorra. Els membres fundadors van ser Carlos Lozano i Miguel Espinosa, als quals es van sumar Toni Mestre al baix, Jordi Gorgues a la guitarra i Xavi Pérez a la bateria. El 2003 Pérez va deixar el grup, i va ser substituït per Aleix Dorca.
El primer disc de Persefone, Truth Inside The Shades, es va publicar l'any 2004 i va ser editat per Adipocere Records. Aquell mateix any, Marc Martins va entrar al grup com a vocalista, paper que ha mantingut fins a l'actualitat.
L'any 2021, Persefone signa un contracte amb la discogràfica Napalm Records, que produirà el nou disc de la banda.
Persefone ha fet diverses gires mundials i ha tocat en festivals d'arreu del món, com el ProgPower Europe (2012), Resurrection Fest (2016), el MetalDays (2017), el Wacken Open Air (2018), el Brutal Assault (2018) i el 70000 Tons of Metal (2019).

## Discografia

### Àlbums d'estudi
- Truth Inside the Shades (2004)
- Core (2006)
- Shin-Ken (2010)
- Spiritual Migration (2013)
- Aathma (2017)
- Truth Inside the Shades 2020 (2020)
- Metanoia (2022)

### Simples i EP
- In Lak'ech (2018)
- Lingua Ignota: Part I (2024)